# 金耳环
金耳环（学名：[Asarum insigne] 错误：{{Lang}}：文本有斜体标记（帮助））为马兜铃科细辛属的植物，是中国的特有植物。分布于中国大陆的江西、广东、广西等地，生长于海拔450米至700米的地区，多生长于林下阴湿地和土石山坡上，目前尚未由人工引种栽培。

## 别名
马蹄细辛、一块瓦、小犁头（广西）